# Mesocyclops chaci
Mesocyclops chaci är en kräftdjursart som beskrevs av Fiers in Fiers, Reid, Iliffe och Suarez-Morales 1996. Mesocyclops chaci ingår i släktet Mesocyclops och familjen Cyclopidae. Inga underarter finns listade i Catalogue of Life.